# Pterinochilus vorax
Pterinochilus vorax é uma espécie de aranha pertencente à família Theraphosidae (tarântulas).